# Synorhacma
Synorhacma is een monotypisch geslacht van vogels uit de familie van de Psittaculidae (papegaaien van de Oude Wereld). De wetenschappelijke naam van het geslacht is op grond van DNA-onderzoek in 2020 geldig gepubliceerd. Deze soort is in dit geslacht geplaatst:
- Synorhacma multistriata  – Honinglori